# Guerra de Iquicha (1825-1828)
La Guerra de Iquicha fue una rebelión indígena y campesina que estalló entre 1825 y 1828, enfrentando al ejército de la naciente República del Perú y los insurgentes realistas de Huanta, denominados iquichanos.
Los iquichanos defendían un régimen monárquico, corporativo, pluri-étnico y poliárquico inspirado en la monarquía tradicional y el pluralismo jurídico de los fueros del Imperio español (al que consideraban garante de su derecho consuetudinario con el pactismo de su vasallaje a la Corona española), siendo una reacción al constitucionalismo uniformizador y progresista, al centralismo limeño y a la democracia liberal (también inicialmente al bolivarianismo) por el peligro a que sus instituciones tradicionales no sean respetadas por un estado dominado por criollos y la desconfianza a la incertidumbre de las elecciones democráticas. También sería una lucha religiosa en defensa del catolicismo político contra las ideas nuevas heréticas de anticristos republicanos.

## Antecedentes

### Huanta
Huanta era un partido con un sector español de antiguo raigambre y una numerosa población indígena. Su población estaba «más polarizada que mestizada». El «odio de los indios hacia los blancos era igual al desprecio de éstos por aquéllos», aunque había una suerte de status quo entre ambos sectores. Por el contrario, Huamanga contaba con una población blanca y mestiza mucho más numerosa. Según un empadronamiento de 1802, Huanta tenía 11 129 blancos y mestizos y 30 308 indios, en cambio, Huamanga 23 466 y 21 531 respectivamente; los dos partidos más poblados de la intendencia de Huamanga y con mayor porcentaje de españoles.
Eran las relaciones entre la «comunidad punta de lanza de la rebelión», en este caso San Pedro de Iquicha, y sus vecinas lo que indica cuánto se involucró cada pueblo en la guerra. Todas estaban unidas en alguna medida por lazos de parentesco, cultura, ritualidad, economía, etc. Cada comunidad indígena estaba dirigida por sus curacas, jefes o señores de lo que eran «grupos étnicos» más que «reinos» o «naciones». La lealtad del curaca a la monarquía legitimaba su estatus privilegiado de «indio noble».
El historiador Manuel Jesús Pozo indica «Los geógrafos, entre otros el comandante Stiglich, en su Diccionario Geográfico, le asigna a Iquicha, cuatrocientos veinte y dos habitantes. Nos parece que esta cifra, es reducida». Si se sumaban las demás comunidades movilizadas «Los iquichanos, sino hubiesen contado, cuando menos con diez o doce mil habitantes, dispuestos a combatir». El político ayacuchano Carlos Mendívil habla de 15 000, coincidiendo con las estimaciones del etnógrafo Abilio Vergara Figueroa y la escritora Alfonsina Barrionueva. En cambio, el historiador francés Patrick Husson de 30 000 indígenas en las comunidades rebeldes.
Para Inca Garcilaso de la Vega, los iquichanos eran un aillu de los chancas, que en palabras del folklorista Víctor Navarro del Águila eran «parte de una confederación más grande de grupos» o un «grupo macroétnico» que atacó Cuzco en 1438 pero fue vencida.

### Cabecillas
Sin embargo, en esta rebelión la mayoría de los dirigentes eran comerciantes o arrieros, ningún cacique. De hecho, su principal caudillo fue Antonio Huachaca, arriero analfabeto y pobre pero popular entre su comunidad, conocedor de las rutas, con contactos comerciales y relaciones de parentesco que le hicieron ganarse a los pueblerinos y la gente pobre que vivía en la selva. Carismático, con años de experiencia política en la defensa de los intereses de su gente, valiente, sano físicamente, hábil militar y estratega. Apareció primero en 1813 como un líder popular, cuando los campesinos se negaron a obedecer al intendente de Huamanga para hacer cumplir la Constitución de Cádiz, que abolía el tributo indígena y el trabajo no asalariado en obras públicas (minka).
Durante su servicio en el ejército realista alcanzó el grado de general de brigada. Destacó durante al enfrentarse a los rebeldes de Cuzco como jefe de guerrillas bajo las órdenes del hacendado y comandante de milicias Pedro José Lazón. La principal acción fue la exitosa defensa de Huanta el 1 de octubre de 1814, cuando el coronel rioplatense Manuel Hurtado de Mendoza atacó la ciudad.
Otro cabecilla fue el «Excelentísimo coronel» Tadeo Chocce (Choque), indio letrado y con hacienda en las punas. Se destacan a los jefes Francisco Garay, el vasco-francés o español Nicolás Soregui (o Zoregui), Francisco Lanche y Prudencio Huachaca, hermano del brigadier. También hubo sacerdotes que cambiaron sus hábitos religiosos para dirigir las guerrillas «con sable en mano y pistola de chispa al cinto», como el «capellán del ejército iquichano», presbítero Mariano Meneses.

### Tendencias monárquicas y republicanas
Durante la rebelión de Túpac Amaru II (1780-1783), los indios de Huanta contribuyeron con hombres para sofocarla. El miedo a un «deslizamiento etnicidiario» llevó a muchos no indígenas a negarse a apoyar la rebelión. Décadas después, en la rebelión de Cuzco (1814-1815), la administración virreinal liberal y la aristocracia de Huamanga se aliaron con unos rebeldes que se alzaron en nombre de la Constitución española de 1812. Los huantinos movilizaron sus fuerzas para detener a los rebeldes en su avance sobre Huamanga. Su importancia estratégica radicaba en que ambas urbes eran claves para las comunicaciones entre Cuzco y Lima.
A la larga, Huanta se volvió el foco realista y Huamanga el patriota, marcando la historia de la región durante esa época como un epicentro de grandes batallas, lo que llevó a los patriotas huantinos a huir a Huamanga y los realistas huamanguinos a Huanta. La villa recibió el lema «la fiel e invencible ciudad de Huanta» para su blasón el 22 de febrero de 1821. También hubo un fuerte apoyo indígena a la causa realista en otras regiones como Puno, Arequipa, Oruro y Cuzco.
Entre 1821 y 1824, la intendencia de Huamanga se convirtió en un bastión del ejército monárquico pero donde surgieron feroces guerrillas patriotas de morochucos de Cangallo. Su resistencia a los realistas era natural, pues las necesidades del ejército recaían sobre sus ganados, arruinándolos económicamente. Durante el período 1820-1824, los Andes peruanos fue el principal campo de batalla entre patriotas y realistas que devastaron el territorio, especialmente en la intendencia. Después de una década de conflictos, Huamanga acabó arruinada.
El 15 de febrero de 1825, por decreto de Bolívar, la ciudad de Huamanga pasó a llamarse Ayacucho en honor a la victoria final sobre los realistas; lo mismo sucedió con la provincia y el departamento homónimos. Orden cuyo cumplimiento quedó a cargo del ministro José Faustino Sánchez Carrión.

### Causas de la rebelión
En cambio, los campesinos de Huanta eran cultivadores de coca principalmente y la situación poco los afecto. Además, algunas fuentes indican que nunca pagaron tributo y por ello fueron «decididos partidarios de la Corona de España».
La mayoría no era muy favorable a las ideas liberales, en parte porque no había grandes propietarios agrícolas deseosos de reformas (los grandes terrenos particulares solo se multiplicaron en la región entre finales del siglo XIX e inicios del XX). Después de la independencia, los indios de Huanta debieron soportar el castigo por apoyar a los monárquicos: era el pago de un impuesto de 50 000 pesos que todo el partido homónimo debía reunir (excepto los pueblos de Quinua, Guaychán y Acosvinchos) que exigió el mariscal Antonio José de Sucre «por haberse revelado contra el sistema de la Independencia y de la libertad». El dicha imposición alteró los precios de la coca y causó una crisis económica.

Si los indios de Iquicha se alzaron contra la república de Bolívar, no fue ni porque estuviesen “engañados” ni porque quisiesen perpetuar los rasgos más opresivos del sistema colonial. Todo lo contrario. Se alzaron para defender los derechos y el status que como indios habían recibido del poder colonial, y que la república criolla amenazaba liquidar.

Además, después de vivir la guerra sin mayores problemas económicos, el nuevo sistema republicano promovió indirectamente a Huánuco como un competidor comercial de Huanta al permitir a sus soldados saquear, arrestar, forzar a la fuga y secuestrar los bienes de muchos habitantes. Al mismo tiempo, el liberalismo económico imponía condiciones para eliminar las tierras comunales y sólo dejar propiedades individuales, lo que chocaba directamente con la supervivencia de las comunidades y la autonomía de sus autoridades étnicas. Tampoco desapareció el tributo colonial, convertido en una «exacción fiscal de la República» en 1826, después de dos años sin pagar tributos.
Huanta se volvió el punto de reunión de numerosos opositores al «nuevo sistema», especialmente españoles demasiados pobres para volver a la metrópolis y soldados realistas que se dispersaron después de la Capitulación de Ayacucho. Huachaca mantuvo importantes vínculos con aquellos militares. Debe mencionarse que cuando los monárquicos se retiraron de Lima a la sierra ante San Martín, muchos soldados, casi todos indios peruanos indiferentes a quién les mandará, realistas o patriotas, se refugiaron en Iquicha. La mayoría carecían de sus armas y sus oficiales apenas portaban sus espadas. Militares como estos fueron los principales instigadores de la revuelta junto con sacerdotes realistas.
También había muchos peruanos temerosos de quedar subordinados a los intereses de la Gran Colombia. Por último pero no menos importante, estaba la cosmovisión de la figura mistificada del rey como un «Inca Católico» al que se debía lealtad según la tradición y la religión. «El problema era de principios: la república era considerada por los andinos como enemiga de su pueblo y de su fe».
Debido a estos eventos, los rebeldes de Huanta reclamaron su intención de «Expulsar a los opresores, rechazar el tributo, y defender a la religión católica».

## Ejército rebelde

### Organización
El movimiento rebelde se constituía de arrieros, curas, campesinos y hacendados locales apoyados por soldados, oficiales y comerciantes españoles. Los criollos y mestizos solían dedicarse a la organización y propaganda de la rebelión. Después de la derrota muchos culparon a los indios de obligarlos a participar, descargando sobre ellos el peso de la culpa.
Huachaca fue nombrado «Gran Jefe de la División Restauradora de la Ley». Su ejército inmediatamente empezó a buscar estructurar su jerarquía de mando exactamente igual que el Ejército Real del Perú, que era su punto de referencia. El funcionamiento interno de cada comunidad llevaba a los individuos a seguir las decisiones del colectivo como si fueran una sola voz, lo que facilitaba la movilización masiva de combatientes.
En cuanto al armamento, su caballería era numerosa, iba armada de lanzas, rejones, huaracas (hondas) y cocobolos (boleadoras andinas) y se organizaba en los Lanceros de Santiago. Desde los tiempos de la rebelión de Cuzco, cuando lucharon agrupados en el Cuerpo de Milicias de Huanta, los iquichanos demostraron ser tan buenos jinetes como sus eternos rivales, los morochucos. Su infantería estaba relativamente escasa de fusiles y sables, pero la mayoría contaban con porras y otras armas tradicionales. Vestían ujutas, medias, pantalones cortos azules, montera y ponchos y usando cabelleras largas trenzadas.

Indudablemente los Huantinos e Iquichanos son los hombres más valientres del Perú. Muchos viejos veteranos que han luchado con ellos me han referido hazañas portentosas que rayan en temeridad. Creo que de ellos se debería componer un batallón de gala del ejército, denominado Ayacucho, en el que sólo ingresarían los de acreditado valor. Ellos bastarían a sostener la autonomía del Perú contra cualquiera nación extranjera.

### Fuerzas
En su interrogatorio, el prisionero español Manuel Gato afirmaba que «había mil quinientos hombres, mil que venían de las punas y el resto de Huanta» participaron en el asalto de Huanta el 12 de noviembre de 1827. Por su parte, el político peruano Aurelio García y García escribió muchos años después que «más de cuatrocientos soldados y más de cuatro mil Iquichanos» participaron en el ataque contra Ayacucho del 29 del mismo mes. Sin embargo, para Husson, el primero es el relato de alguien deseoso de disminuir su culpa y la magnitud del alzamiento en que participó y el segundo deseaba exagerar la heroica defensa republicana. Por eso cree que realmente eran entre 2000 y 3000 combatientes, principalmente indígenas.
Su colega, el boliviano aymará Ramiro Reynaga Burgoa, cree que eran 3000 indios «qheswas» y 80 fusileros criollos. Se basa en Fidel Olivas, quien habló que Huachaca atacó Ayacucho «con 80 fusileros de los desertores del ejército y más de tres mil indios montoneros». También esta el testimonio del coronel peruano Francisco García del Barco, quien dice que Huachaca contaba con 300 tiradores de línea, 100 prisioneros gubernamentales que cambiaron de bando y 400 iquichanos con lanzas y rejones nuevamente se lanzaron contra Ayacucho. Sin embargo, poco después, eleva la cifra a 4000 «cosacos de Iquicha». Por último, el comerciante alemán Heinrich Witt describe a 3000 o 4000 iquichanos asaltando esa ciudad. El intendente Tristán afirmaba: «la ciudad fué invadida por 15 000 indios de Iquicha, comandados por otro indio Antonio Huachaca [sic]». El número más alto viene de Reynaga Burgoa, quien menciona los rumores de que 50 000 comuneros armados con palos, piedras y chuzos, parte de ellos a caballo, bajaban de la sierra contra Ayacucho.
Téngase en cuenta que poco antes, en 1821, las parroquias de Huanta, Luricocha y Huamanguilla (todas en el partido de Huanta) proveyeron al ejército monárquico con armas, pertrechos y 4000 reclutas. En la batalla de 1814, contra los rebeldes de Cuzco, las milicias huantinas sumaron 500 hombres según el historiador peruano Luis Antonio Eguiguren Escudero y el militar español Andrés García Camba. Sin embargo, Evaristo San Cristóval Palomino dice que el ejército realista en su conjunto pasaba las 5000 plazas y Gerardo Quintana afirma que Huanta aportó 3000 lanceros para el encuentro. En una carta de finales de 1824, Sucre afirmaba que iquichanos habían aportados a los realistas 2000 montoneros.
También, menos de una década después, durante la guerra civil de 1834 los iquichanos movilizaron 4000 combatientes en apoyo del caudillo liberal Luis José de Orbegoso, «Este ejército fue más grande que aquel de la rebelión monarquista». La razón es que aunque inicialmente enfrentados, los liberales consiguieron aliarse con los huantinos y sumar a sus fuerzas a muchos vecinos que ni siquiera habían participado en la rebelión realista. Este último número coincide con una carta del prefecto Tristán, quien creía que los indios de Huanta podían movilizar cuatro a cinco mil hombres (aunque versiones en inglés del documento elevan esos números a cinco o seis mil).

### Comportamiento
El actuar del ejército iquichano se habría destacado por evitar en lo posible los Crímenes de guerra y no involucrar a las poblaciones civiles en la guerra, tratando de mantener un enfoque puramente estratégico de solo confrontar a los ejércitos.

los Iquichanos peleanúnicamente contra los soldados armados, sólo contra ellos, pero nunca hicieron daño a personas indefensas ajenas al conflicto, ni arrancharon las propiedades de sus enemigos, ni incendiaron los pueblos: se limitaron a prender fuego a los edificios que sirvieron de cuarteles a sus contrarios, como sucedió con el Cabildo de Huanta; pero los expedicionarios, usualmente llamados «Pacificadores», fueron mil veces más sangrientos y crueles, porque después de vencer la resistencia de los guerrilleros, masacraron a los indígenas sin discriminación de ninguno y fusilaron a los prisioneros sin previo proceso de ninguna clase.

## Conflicto

### Revueltas iniciales
Los primeros levantamientos se dieron en marzo y diciembre de 1825, pero fueron sometidos fácilmente por el enorme contingente del ejército patriota que aún se encontraba en la zona. Por entonces, en julio de aquel año, estaban dispersos por los actuales Perú y Bolivia 8000 veteranos grancolombianos y peruanos.
Sin embargo, la situación se hacía cada más caótica en Perú porque estallaba el fuerte resentimiento contra el gobierno bolivariano y contra su Constitución Vitalicia, nadie quería una «federación de países andinos» con un «presidente vitalicio». Bolívar debió usar las tropas para intentar calmar la situación en las ciudades. El periodo 1823-1827 fue políticamente caótico en Perú. Esto permitió a los campesinos de las punas el organizarse mejor para resistirse a los recaudadores del diezmo a la coca. El caos peruano había comenzado a formarse con la llegada de San Martín en 1820, cuando se formaron dos gobiernos: el virreinal en Cuzco en fragmentación y el republicano en Lima en construcción. La independencia peruana «fue más concedida que obtenida» gracias a la intervención de los ejércitos de José de San Martín y Simón Bolívar, cuya victoria generó un vació de poder en el que la única fuerza organizada capaz de generar el orden era el ejército, el que se volvió un elemento clave para el poder político.

### Segunda rebelión
Corría enero de 1826 y los indígenas se movilizaron contra el cobro del diezmo a la coca. De hecho, ellos mismos organizaron su propio diezmo y así financiaron una nueva rebelión. Diezmeros o subdelegados iban por la región cobrando a los hacendados el tributo en servicio del rey y en defensa de la ley, apropiándose del excedente agrícola, utilizando la autoridad conferida por el brigadier Huachaca para obtener legitimidad. Inmediatamente, el prefecto de la zona, general de brigada Juan Pardo de Zela y Vidal, organizó una expedición punitiva que solo consiguió endurecer su resistencia. Con el ejército republicano disperso por todo Perú, los rebeldes asaltaron Huanta el 5 de junio bajo el mando del cabecilla Huachaca y el antiguo militar y entonces comerciante Nicolás Soregui. La escasa guarnición se retiró antes de que llegaran los comuneros, quienes quemaron el cabildo, las barrancas y otros edificios.
Poco después, el 6 de julio, dos regimientos de los Húsares de Junín acantonados en Huancayo se amotinaron y unieron a los rebeldes, animándolos a asaltar Ayacucho. Finalmente son repelidos por la guarnición local formada por el resto de los Húsares y el Pichincha. En respuesta, el presidente del Consejo de Gobierno, el general de división Andrés de Santa Cruz, llegó personalmente a Ayacucho el 17 de julio al frente de una expedición militar a sofocar la rebelión. La represión fue feroz con ejecuciones de los que no pagaban el diezmo, vejaciones a mujeres, fusilamiento de prisioneros sin juicio, matanzas de ganados, profanación de iglesias, encarcelamiento de mujeres y niños en Huanta y el incendio de los pueblos de Iquicha, Caruahuran y Huayllas; violencia ausente en el otro bando. Los guerrilleros debieron refugiarse en los cerros.

### Tercera rebelión

#### Combate de Huanta
Un tercer levantamiento se produjo a inicios de octubre de 1827 Huachaca volvía a movilizar la población con vivas al rey español. El 12 de noviembre una hueste de 1500 indios salieron de las montañas, rodearon y asaltaron Huanta. Bajaron sobre el pueblo desde las alturas de Mio y Culluchaca e invadieron la villa desde distintas direcciones, envolviendo a la guarnición. De los 175 defensores del batallón Pichincha, comandados por el sargento mayor Narciso Tudela, acuartelados en el cabildo, murieron 10 a 12 y lograron escapar a Ayacucho en grupos dispersos 80 o 90. Sesenta asaltantes cayeron en combate. La mayor parte de los habitantes se quedaron en la urbe sin mayores problemas, aunque muchos fueron los que escaparon. No hubo saqueo a excepción de algunos edificios públicos; el principal cuartel militar es quemado. Los soldados republicanos se refugiaron en los templos y los juzgan. Los criollos más crueles con los indios son ajusticiados por los comuneros. Los días 22 a 24 fueron de negociaciones entre ambos bandos que no llevaron a nada.
Huachaca fundó un breve «seudo Estado» donde se organizó la movilización de la mano de obra para reparar puentes y caminos, reglamentar el orden público y cobrar diezmos en Huanta.

#### Combate de Ayacucho
El 29 de noviembre, los 400 iquichanos nuevamente se lanzaron contra Ayacucho. Acorde al testimonio de Witt, se dividieron en dos columnas, una secundaria avanzó por la izquierda y otra principal, formada por más de 2000 indios, lo hizo por el centro. La defensa era dirigida por el prefecto, general de brigada Domingo Tristán y Moscoso. Según Husson, Tristán tenía 100 soldados armados con fusiles y un pequeño cañón. En cambio, Witt habla de 150 soldados de línea atrincherados en ocho trincheras, cada una con un cañón. Eran dos compañías del batallón N.° 8 mandadas por el coronel Francisco de Vidal.
Anteriormente, Vidal había sido asignado para reclutar hombres para el batallón N.º 8, pero al llegar a Ayacucho se la encontró sitiada por una partida rebelde. Hábilmente se introdujo con armas, municiones y pertrechos para organizar su defensa. Entre tanto, el prefecto había enviado tres sacerdotes a Huanta para intentar aplacarlos y a Chiara una proclama para reclutar morochucos y esperaba 250 fusiles desde Lima. Para apoyar a su centenar de soldados acude a los «cangallinos, andahuaylinos y cívicos», estos últimos eran milicianos de 15 a 50 años. Básicamente, todos los hombres en edad militar de la ciudad se movilizaron porque se temía que la villa fuera quemada. Pronto se congregaron 120 andahuaylinos, 200 a 260 cívicos y 1000 a 2000 morochucos, aunque no todos participaron de la defensa.
Huachaca llegó por Mollepata con 100 tiradores de línea y muchos indios con lanzas y rejones. Avanzó por Pampa del Arco, donde quemaron la casa del rico propietario Justo Flores, pero Vidal pudo dispersarlos gracias a la decidida defensa de las milicias cívicas de los gremios, andahuaylinos y morochucos. Las primeras formaron en el centro, bajo los tunales del arrabal Calvario, los segundos atacaron el ala derecha iquichana por Huatatas, y los terceros bajaron desde La Picota por quebrada Honda para amenazar la retaguardia rebelde. La principal columna iquichana fue vencida por las fuerzas de línea, mientras que la secundaria por las milicias de civiles. Los derrotados atacantes fueron perseguidos hasta Macachacra.
Al día siguiente continuaron hasta la colina de Mollepata y la quebrada Honda, donde los vencedores les dieron alcance y les vencieron nuevamente. Las bajas iquichanas bordearon los 200 a 300 muertos y 64 a 74 prisioneros. Ningún defensor murió.
La derrota fue decisiva. Nuevamente la «guerra de campesinos» se mostraba incapaz de tomar una ciudad, viéndose relegada a su «ruralidad». La toma de la capital provincial podía «transformar esta guerra campesina en guerra civil». Su plan fue apoderarse de Ayacucho para cortar las comunicaciones entre Cuzco y Lima y aislar al sur de Perú a la espera de refuerzos de la Santa Alianza y España. Con ellos esperaban alzar en armas Huancavelica, Ica, Aymaraes y Cerro de Pasco para formar un gran ejército con el que recuperar Perú para su rey. Poco después llegaba el general de brigada Francisco de Paula Otero con 300 soldados desde Lima. El 12 de diciembre las tropas republicanas recuperaban Huanta.

### Campaña de Pacificación
Vino la fase de «pacificación» llamada «guerra de las punas». Esta fue una verdadera «campaña de exterminación» comandada por el general Otero, veterano en enfrentar guerrillas. Toda vez que se movilizaba un contingente masivo de la población india, su represión era feroz para desalentar nuevas insurrecciones e Iquicha no fue distinta, como la supresión de la rebelión de Túpac Amaru II, la pacificación se caracterizó por las numerosas masacres contra los “fanáticos”. El comerciante alemán, Heinrich Witt, llegaría a observar y relatar los distintos vejámenes que se produjeron contra los iquichanos monárquicos por parte del ejército nacional del Perú.

Las tropas del gobierno tomaron nuevamente posesión de la ciudad y, si se puede creer a los huantinos, se portaron peor de lo que lo habían hecho los indios: no sólo saquearon las casas sino que ni siquiera respetaron la iglesia, de donde se llevaron las vasijas sagradas hechas de plata, estatuas de ángeles del mismo valioso metal, flecos de oro y plata, en resumen, todo lo de valor. Un oficial fue acusado de haber enviado a Huamanga no menos de nueve mulas cargadas de cosas robadas.

Para los iquichanos, este período sería una fase guerrillera o de los castillos de Iquicha, dado que las cumbres andinas tenían la utilidad de servir como fortalezas aprovechables por la resistencia monárquica del campesinado indígena. Los republicanos reunieron dos batallones de infantería de línea y dos escuadrones de caballería para la expedición contra las punas. Sus tropas incluyeron «contramontoneras» de indios reclutados en Tambo, Pacaicasa, San Miguel Huamanguilla y otras localidades. Durante la independencia, todo ejército regular era acompañado por guerrillas locales. Estas eran milicias de campesinos bajo el mando de sus propias autoridades, «alcaldes de indios», dedicadas a facilitar la logística, entorpecer los movimientos enemigos y a veces a enfrentarlo directamente. Las guerrillas fueron usadas con éxito primero por los españoles en su lucha contra Francia, importándose a Hispanoamérica por ambos bandos.
Tres meses después de la defensa de Ayacucho, Vidal y su batallón N.° 8, que ya sumaba más de 800 efectivos, fueron enviados por las punas hasta las cejas de montañas, un recorrido de 60 días en que logró vencer a los rebeldes y capturar a muchos cabecillas. Los iquichanos fueron hábiles en resistir los 1200 soldados gubernamentales enviados gracias al terreno, la mala calidad de los caminos, la falta de agua y otros recursos diezmaron a los caballos, mientras que desde las alturas, los rebeldes dispersaban a sus enemigos arrojándoles galgas. Hubo combates feroces en Cangari y Huayhuas, pero prevalecieron los republicanos, forzando a sus enemigos a refugiarse en las punas, desde donde atacaron Huanta sin éxito. Un gran combate se libró en Uchuraccay, el 25 de marzo de 1828, cuando el comandante de los batallones cívicos, Gabriel Quintanilla, asalto el cuartel de Huachaca. En el enfrentamiento se hicieron 24 prisioneros y cayeron 21 guerrilleros, incluyendo el sargento mayor Pedro Cárdenas, el oficial español Sebastián Valle y el hermano del caudillo, Prudencio Huachaca. Quintanilla había sido el jefe de las guerrillas de Pacaicasa y Tambo pero desertó a los republicanos. Al no capturarse al caudillo principal de la revuelta, el ejército republicano tomo represalias contra la familia de Huachaca (su esposa e hijos), volviéndolos prisioneros en Ayacucho. 
En uno de los combates, un piquete mandado por el capitán Miguel de San Román y 25 soldados fue emboscado por 1000 iquichanos. La unidad perdió 16 hombres y sólo fue salvada por la oportuna llegada de refuerzos a las órdenes del sargento mayor o capitán Eleuterio Aramburú, quien había sido enviado desde Cuzco con una columna ligera con la misión de tomar las alturas de Iquicha. Después de esta acción, donde recibió dos heridas, San Román volvió a Lima y luego fue enviado con Gamarra, participando de la invasión de Bolivia.
Al comenzar mayo se dio el último combate en Ccano en el actual Distrito de Huanta, en plena región de las punas; el coronel Vidal derrotaba a los montoneros definitivamente. El 8 de junio, en una acción armada en plena selva, casi todos los líderes realistas (Sorequi, Garay, Ramos, el padre Pacheco y el presbítero Meneses) son capturados. La guerra acababa definitivamente. Los cabecillas capturados fueron fusilados en Luricocha. Los más afortunados, como Soregui, aunque inicialmente condenados a la pena capital, después de dos años de apelación sus sentencias fueron conmutadas a diez años de destierro.
Huachaca se vio obligado a refugiarse en las selvas del Apurímac pero su esposa y dos hijos fueron capturados y llevados a Ayacucho. Por su parte, Vidal volvió victorioso a Ayacucho y luego a Lima seguido por un batallón que superaba las 1000 plazas. Las campañas punitivas continuaron durante 1829, consiguiéndose atraer a varios jefes iquichanos que ayudaron a acorralar a los monárquicos restantes. El general de división Agustín Gamarra instigó estas luchas, haciendo que muchos de los últimos españoles en la zona fueran asesinados con hachas, piedras o palos.
El reformismo borbónico implicó el cierre de muchas misiones, llevando necesariamente a la pérdida del control de vastas regiones selváticas del valle del Apurímac. El liberalismo de los períodos 1808-1814 y 1820-1823 y los revolucionarios de Bolívar no llevaba más que a profundizar dicha situación. El 1 de noviembre de 1824 mandaba clausurar el convento franciscano Santa Rosa de Ocapa. Esto demostraría ser una mala decisión, los guerrilleros iquichanos lograron resistir por años gracias al encontrar refugio en las selvas bajas al este de la sierra, zonas solo accesibles por el Mantaro y el Apurímac, territorios fuera del control estatal. No habría nuevos impulsos de «asimilación y/o peruanización» de las extensas zonas orientales hasta los gobiernos de Ramón Castilla.

## Consecuencias
Huachaca tomó el nombre Antonio por el mariscal Sucre y el apellido Navala en honor a la Marina de Guerra del Perú. Siguió viviendo una vida de prófugo, siendo detectado en 1830 cerca de Huanta y Carhuahurán, ofreciéndose 2000 pesos por su cabeza. En 1834 apoyo al liberal Orbegoso contra el cuzqueño Gamarra. Finalmente, fue durante ese conflicto que las fuerzas iquichanas lograron tomar Huanta y Ayacucho. A fines de ese año, el presidente Orbegoso viajó a Huanta y quiso reunirse con Huachaca pero no se produjo el encuentro. Para generar una relación de clientelismo entre él y el caudillo, el presidente se comprometió a educar personalmente a uno de los hijos de Huachaca. La condición social de este último, arriero semianalfabeto y quechua hablante, le impedía darle un alto puesto en la administración pública o el ejército, preventas usuales de la época. En 1838 apoyó a la Confederación Perú-Boliviana, a la que veía como «la continuación del imperio por otros medios», pero cuando fue disuelta por la victoria del Ejército Restaurador del Perú se internó en las selvas del Apurímac de forma definitiva.
Como él, los huantinos mantuvieron su actitud levantisca. Esto les valió el emblema de su escudo: «jamás desfalleció». Siguiéndolo, apoyaron a la Confederación y las fuerzas restauradoras enviaron expediciones que masacraron civiles y ganados sin piedad. La paz llegó el 15 de noviembre de 1839, con la firma del convenio de Yanallay, los iquichanos fueron representados por su comandante Tadeo Chocce, quien fue ascendido por los republicanos a capitán, en lugar de su considerado «legendario» general Huachaca: «pacificándose la microrregión iquichana por cerca de medio siglo, hasta las revueltas por el impuesto a la sal (1896)» en que vuelven a tomar Huanta. Historial sorprendente para una ciudad que a mediados de la centuria apenas tenía 2000 habitantes. Según la historiadora peruana Cecilia Méndez Gastelumendi, el término «iquichano» pasó de ser usado para referirse a todos los indios de la región que participaron de la revuelta (gracias a los pasquines de la propaganda realista) a un símbolo de orgullo colectivo.
Los morochucos e iquichanos sólo olvidarían su rivalidad para combatir a órdenes del coronel huantino Recaredo Alvarado y del doctor Ángel Cavero, a favor del entonces coronel Mariano Ignacio Prado en la guerra civil de 1865.
Gamarra también obtuvo lecciones de la guerra. Consideró que para mantener un gobierno fuerte que garantiza el orden interno y la seguridad territorial, el Perú necesitaba una fuerza de al menos 4 regimientos de caballería y 9 batallones de infantería, por ello, durante su primer gobierno mantuvo un ejército de 8000 a 12 000 hombres.

## Debate historiográfico
El movimiento es comparado con la resistencia de los vandeanos y chuanes durante la Revolución francesa. Existieron situaciones similares, con resistencia de campesinos a ejércitos regulares de nacientes Estados revolucionarios en San Juan de Pasto y la Araucanía, en el que se abanderaban en la "tradición" como su ancestral derecho para su autodeterminación. El conflicto también ha sido definido como: «la época en que ese trozo de nuestra patria se resistía absurda y ferozmente a separarse de España».

La guerra de los iquichanos fue en sí una Vendée, que nos muestra las resistencias que hubo contra un sistema político que se consideraba impuesto. Antonio Huachaca, indio huantino y General del Ejército Real del Perú increpaba a los a los republicanos (21-XI-1827) diciendo: "Ustedes son más bien los usurpadores de la religión de la corona y del suelo patrio... ¿Qué se ha obtenido de vosotros durante estos tres años de vuestro poder? La tiranía, el desconsuelo y la ruina de un reino que fue tan generoso. ¿Qué habitante, sea rico o pobre, no se queja hoy? ¿En quién recae la responsabilidad de los crímenes? Nosotros no cargamos semejante tiranía".

Algunos historiadores (actualmente criticados) se refieren a los indígenas como «masa informe y ahistórica» porque la mayoría de ellos vivían diseminados en valles de difícil acceso y con una cultura «arcaica» basada en el respeto a la tradición. Como otras comunidades campesinas, no estaban «aisladas» de la política, sino que jugaron un rol clave en la formación del Estado peruano, el «Estado caudillista», periodo de las décadas 1820 a 1840 caracterizado por la lucha constante entre caudillos ambiciosos.
Autores como Patrick Husson o Carlos Iván Pérez Aguirre, con simpatías al marxismo y haciendo uso del materialismo histórico, interpretan la rebelión como la manifestación de alienación (según la definición de Henri Favre) entre los rebeldes huantinos, que en los indios fue producto de la restricción ideológica que el ambiente del campo generó en su conciencia, haciendo que no comprendan los beneficios del liberalismo por el dominio de la ideología colonial que los alienaba (reduciendo la iniciativa monárquica tradicionalista únicamente a los blancos, que solo ellos percibirían a ese tipo de sociedad como el único sistema legítimo posible y únicamente se aprovecharon de frustraciones de los indígenas), mientras que el fracaso de la República del Perú entre los campesinos huantinos fue por la inexistencia de «partidos políticos u organismos progresistas que, representando intereses campesinos, organicen estas masas y los vuelquen contra el régimen feudal subsistente a fin de colmar sus reivindicaciones» que solo provocaría grandes deficiencias en la conciencia de clase de los indígenas y campesinos huantinos para cumplir su rol en el movimiento dialéctico de la historia para «colmar sus reivindicaciones, especialmente su derecho a la tierra, bajo la dirección de la burguesía revolucionaria y, cuando ha caducado su rol histórico, sólo bajo la dirección del proletariado». Sin embargo, se ha acusado de ser conclusiones muy limitadas y reduccionistas, sin poder comprender la complejidad del evento y del campesinado indígena en el contexto virreinal, siendo su mayor deficiencia del análisis el que solo haga una lectura desde la perspectiva de clases económica (en específico, de la clase dominante y liberal, asumiendo a priori que sus políticas serían eficaces contra la clase dominante antiliberal) y dejando de lado la experiencia y percepción del estamento indígena a los mecanismos de poder de la institucionalidad virreinal. Aquello solo provocaría incomprensión del imaginario político del campesinado indígena al no concebirse la posibilidad en el análisis de una sincera convicción de estos con el pensamiento reaccionario, sin alienación de la consciencia y basado en la propia tradición política local, pues aquella posibilidad atentaría con dogmas marxistas y liberales sobre el propósito histórico de las revoluciones burguesas (las cuales asumen a priori que son de naturaleza inevitablemente progresistas, siendo inconcebible la posibilidad de otra alternativa de progreso ajeno a la modernización política, lo cual cuestionaría los postulados marxistas sobre el desarrollo inevitable de una conciencia de clase revolucionaria en los sectores populares en dirección hacia el Fin de la historia). Autores como Heraclio Bonilla argumentan que estos ejercicios historicistas solo han provocado que los intelectuales contemporáneos tengan un desconocimiento de la cosmovisión política del campesinado indígena de ese entonces y su tendencia al realismo (fenómeno presente también en los pastusos, chilotas o mapuches), y que la causa de estas malas praxis están en la carga ideológica de la historiografía oficialista del Estado Peruano (y gobiernos modernistas similares) con su intento de fundamentar su legitimidad del dominio de la clase burguesa criolla basándose en una lectura de los hechos con sesgos nacionalistas y liberales (tratando de asumir a priori que estas ideologías estaban presentes, o estaban determinados a estarlas en potencia, en los sectores populares, y haciendo una imposibilidad lógica suponer alguna oposición popular al proyecto de Estado nación moderno o la defensa sincera al Pactismo con el Antiguo Régimen Español).

Como se sabe, la historiografía tradicional nacional ha privilegiado el examen de este período, y ha sostenido de manera unánime que todos los grupos de la sociedad colonial, con prescindencia de su filiación étnica y de clase, apoyaron resueltemente el liderazgo criollo. La independencia, por consiguiente, habría sido el resultado de un proceso unánime, además de una decisión y ejecución completamente autónomas. La carga ideológica que encierra esta versión no puede explicar, por cierto, por qué fue necesaria la presencia de los ejércitos de San Martín y de Bolívar, para el logro definitivo de la independencia de Ecuador, Perú y Bolivia. (...) por consiguiente, examinar una vez más en este contexto el "nacionalismo", real o potencial, del campesinado indígena no tiene mucho sentido, puesto que la respuesta es bastante evidente (...) Por otra parte, la alusión al rechazo campesino del sistema republicano como respuesta a las extorsiones fiscales y los abusos del ejército patriota, no pasa de ser una constatación, del mismo modo que la innovación a la ausencia de una burguesía como factor limitante de la movilización campesina dice más sobre el autor que sobre la realidad que intenta analizar. Una explicación más convincente del respaldo campesino al régimen colonial y al Rey Fernando VII, supondría más bien tomar la coyuntura de 1827 como el necesario resultado de una durable y específica experiencia política y cultural del campesinado indio dentro del contexto colonial. Lo que a su vez implica una rigurosa reconstrucción de su historia política en el largo plazo, a través de evidencias que de basta por ahora constatar que la rebelión Iquichana de 1827 dice lo poco que sabemos sobre la articulación colonial de los campesinos, y de la visión política que compartieron.

Autores como Cecilia Méndez no consideran que la rebelión huantina haya sido la expresión de una supuesta "mentalidad arcaica" de indígenas ignorantes y fanáticos religiosos que se oponían al progreso, por su carácter servil y sumiso a las clases poderosas, que les impedía saber lo que les convenía por su pasividad a sus opresores; sino que en realidad los campesinos huantinos habrían logrado actuar por motivaciones propias y con un rol activo, en el que no eran buenos salvajes que habían sido manipulados por su inocente ignorancia (siendo una creencia popular errónea que tendría analogías con la opinión pública sobre la masacre de Uchuraccay), sino que eran personas que tenían plena consciencia de lo que hacían y buscaban defender un proyecto político con fundamentos sólidos para augurar el progreso de su comunidad (pues las estructuras republicanas del naciente estado peruano no lograba integrarles, sino que de hecho amenazaba su estatus obtenido durante el Imperio español, haciendo que la defensa de la monarquía no sea algo de ignorantes).

han seguido diciendo, sin evidencias que sustenten sus afirmaciones (es decir, basándose en prejuicios), que los campesinos de Huanta se rebelaron porque se resistían a lo nuevo. Pero yo estoy convencida de que quienes se resisten a lo nuevo, con más frecuencia que los personajes estudiados, son quienes los estudian.

Además, Cecilia Méndez, según su visión histórica del monarquismo, tampoco interpreta la rebelión como prueba de que hubieran convicciones políticas reaccionarias en el campesinado huantino (en contraste con el caso de los Royalistes franceses de la Vendeé), y que las razones de su rebelión habrían sido porque en la República se alteraron las jerarquías étnicas legadas por los tiempos virreinales, no tanto por convicciones monárquicas tradicionalistas (que se habrían reducido a lo meramente propagandístico en los panfletos contrarrevolucionarios hechos por españoles y curas), aunque admite la existencia de un realismo indígena o popular (que estaban relacionados con los rituales políticos que habían sido esenciales en la vida política tradicional que se desarrolló en la monarquía española), pero que dicho fidelismo al Rey de España era condicionado por una conveniencia instrumental para legitimar el proyecto político de los campesinos huantinos en los pactos contenidos en el vasallaje de su comunidad, y no tanto por un sincero convencimiento de que la monarquía fuese la mejor forma de gobierno (salvo en caudillos líderes como Huachaca) o la creencia de que solo pudieran cumplirse dichos pactos únicamente con la protección de la Corona Española (aduciendo las futuras alianzas con la Confederación Perú-Boliviana). Siendo entonces más un anti-republicanismo (o específicamente, una negación específica a la autoridad de la República del Perú) que un monarquismo hispanista lo que fundamento la rebelión, que incluso se tomó las libertades de desarrollar instituciones fiscales nuevas, desafiar las jerarquías étnicas (tanto coloniales como republicanas) y otra clase de reformas que no estaban presentes en la legislación de la Monarquía española del momento, por lo que el monarquismo de la rebelión fue dinámico, un elemento creativo fundamental, para proteger mayormente su propio interés local y no tanto la del estado monárquico español. Finalmente, postularía la idea de que los campesinos huantinos buscaban la «disolución de las etnicidades» (de abolir las diferencias jurídicas entre la república de indios y la de españoles), y que en el fondo se estaba vislumbrando un nuevo ordenamiento «subversivo» con tendencias liberales que se haría más presente décadas después.

el monarquismo representó más una opción instrumental que ideológica. Es decir que el rey se invocó como un símbolo de prestigio y una fuente de legitimidad, pero la monarquía como sistema político no necesariamente fue profesada por la gente local (...) poca defensa había aquí del ‘antiguo régimen’; poco había del ‘monarquismo ingenuo’ y mesianismo redentor (o de una supuesta ideología ‘conservadora’ y ‘retrógrada’) que algunos han asociado con las simpatías monarquistas de campesinos y poblaciones rurales, en general, en otros contextos.

Sin embargo, dicha postura de Cecilia Méndez, dudando del monarquismo de la rebelión, sería cuestionada por estar basada en presupuestos cuestionables académicamente (asumir una influencia del impacto de la rebelión de Túpac Amaru II o querer probar que sus consecuencias involucraron que la República del Perú integrase a los campesinos en una «República Plebeya») y no integrar plenamente la dimensión atlántica del contexto histórico (los imaginarios políticos en el Imperio español y la civilización occidental) con la dinámica de la historia local o regional de la zona. Así, su visión histórica del monarquismo habría sido limitada a una comprensión insuficiente del imaginario monárquico de la población en su tradición política, que pese a sus intereses locales, se podría evidenciar en sus rituales políticos que estaba muy influenciadas por las filosofías políticas del Antiguo Régimen a nivel global (dichas filosofías reaccionarias, debido a los sesgos en la historiografía liberal y nacionalista hegemónica, serían a día de hoy difíciles de comprender sin recurrir a las fuentes primarias). Siendo el gran error de interpretación de Méndez, y sus partidarios escépticos al monarquismo, el basarse mayormente en fuentes secundarias del evento, las cuáles podrían incluir interpretaciones liberales que serían anacrónicas y favorecedores a la ideología de la República Peruana con su negación a la autenticidad de dicho monarquismo en los sectores populares, de los que se asume a priori que estaban predispuestas a ser liberales (por el cual la sola idea de que se defienda el monarquismo antiliberal fue percibida como algo desprestigioso, retrograda y anacrónico, en vez de considerarse que la defensa del Antiguo Régimen pudiese haber sido una propuesta perfectamente racional y sincera en los sectores populares).

Esta noción de la importancia y relevancia del imaginario monárquico en Perú en la transición del siglo XVIII al XIX es igualmente aplicable a la extensión total del imperio español, como se demostró en los trabajos ya clásicos de François-Xavier Guerra y Jaime Rodríguez. Además, en vista de la difundida visión teleológica del proceso revolucionario en la historiografía del periodo, es necesario acentuar que de ninguna manera la independencia era algo certero o previsible en la época, por lo que la apuesta por la monarquía fue algo completamente lógico y coherente para amplios sectores de la población americana (...) Es aquí, sin embargo, que vemos la primera tensión en la propuesta de Méndez. Los otros elementos del monarquismo, las prácticas culturales y los rituales políticos que fueron centrales en la vida política dentro de la monarquía, son discutidos en el texto [de Méndez] sólo a partir de fuentes secundarias y como un presupuesto histórico. Éstos deberían explorarse con mayor atención y profundidad para explicar más sólidamente el recurso a la monarquía por parte de campesinos e indígenas. Digo esto porque esta rebelión, así como otros casos de realismo popular en América durante las independencias, revelan la vitalidad del imaginario monárquico entre campesinos e indígenas, lo que es evidencia del aspecto simbólico que sustentó un poder que se articuló a través de contextos más extensos que el regional. Y en su amplitud, la monarquía funcionó a través de mecanismos tan flexibles y sólidos como, precisamente, invocar al rey como fuente de prestigio y legitimidad. Por esto, antes que descartar la autenticidad del uso del lenguaje monarquista en Huanta, su estudio se enriquecería dándole mayor atención a la historia de las prácticas monárquicas tal como se construyeron en el tiempo, en sus diferentes dimensiones sociales y expresiones culturales (...) la narrativa nacionalista decimonónica borró o deformó la imagen de los defensores del rey y la monarquía, condenándolos al olvido, y sus ideales–cualesquiera que fueran– al fracaso y la desaparición. El desconocimiento de la difundida consolidación de alianzas monarquistas en el contexto de las guerras de independencia ha oscurecido nuestra comprensión de sus implicaciones parala política republicana temprana. Aun hoy, cuando las independencias hispano-americanas son objeto de creciente interés en vísperas de los bicentenarios, la mayoría de trabajos se enfocan exclusivamente en los procesos, ámbitos y actores “protoliberales” (...) Y por último, sin quitarle el mérito a la propuesta temática y analítica, es irónico que aunque este trabajo plantea una alternativa tan interesante como es abordar lenguajes políticos diferentes al revolucionario, hegemónico en la historiografía de la Independencia, finaliza con una apología del liberalismo popular.

A su vez, en cuanto a la idea de que los campesinos huantinos buscasen la «disolución de las etnicidades», es decir, establecer una igualdad ante la ley liberal, basándose en que se presentase una alianza entre ambos estamentos indio y español que fue unificada en el liderazgo de Antonio Huachaca, sería cuestionada por Heraclio Bonilla, por no haber sido la primera vez que hubo españoles aceptando el liderazgo de un indio (al haberse practicado en realidad una estrategia corporativa entre los distintos estamentos, manteniendo sus diferencias pese a su pacto común), y que eso no tendría que implicar una predisposición potencial de los campesinos huantinos al liberalismo jurídico. A su vez, la futura sumisión a la Confederación Peruano-Boliviana (una república anti-centralista) por parte de los campesinos huantinos en 1837-1839, tampoco sería señal de que durante 1825-1828 no haya existida un sincero tradicionalismo político monarquista, y que asumir su ausencia basándose en un hecho futuro (con un contexto diferente de la «defensa del imperio por otros medios») sería una conclusión non sequitur.

En el mejor de los casos es un cambio que traduce la tensión de una coyuntura de guerra, y cuyo significado no puede ser extrapolado, ex post, al proceso colonial previo. Después de todo, como lo reconoce [la autora] de manera contradictoria, ‘This was not, of course, the first time in the history of vice royalty (or nascent Republic) that a Spaniard or [C]reole had been subordinated to an Indian’. De manera recíproca, la afirmación de Méndez de que su aparente rechazo a la patria en realidad ocultaba el deseo de sus líderes por encontrar reconocimiento y lugar en el nuevo ordenamiento, se funda en el nombramiento del cabecilla Antonio Navala Huachaca como juez de paz de Carhuahuarán en 1837 y el reconocimiento como distritos, la nueva demarcación administrativa de la República, de los centros poblados comprendidos en la rebelión. Tal vez. Pero empuñar las armas a favor de Fernando VII con el riesgo de su propia vida no fue una trivial retórica, como tampoco es pertinente formular profecías del pasado a partir de procesos que ocurrieron en otro contexto.

A su vez, el autor César Félix Sánchez-Martínez considera que el análisis de Méndez y similares, pese al valioso aporte en su intento de evitar caer en los sesgos de la oligarquía criolla republicana (al intentar empatizar con los campesinos huantinos sin los estereotipos de que fueron sumisos ignorantes enemigos del progreso), por otra parte, habría mantenido un sesgo republicano liberal bajo unos medios paternalista al querer atribuir un liberalismo en potencia en los rebeldes huantinos que no existía realmente. Esta mala praxis se habría dado por asumir que la posibilidad de una sincera defensa del monarquismo tradicionalista habría sido algo negativo y una confirmación de las acusaciones de aparente irracionalidad de los huantinos (en vez de que más bien, el rechazo sincero por la modernidad política no tenga que implicar algo negativo), por lo que habría hecho un ejercicio ideológico de asimilar a los huantinos en la cultura política modernista para defender sus capacidades racionales, en vez de que el enfoque se haga en desafiar las nociones erradas de que la defensa de la cultura política tradicionalista haya sido señal de irracionalidad (así, esta historiografía contribuiría a una incomprensión de la cultura política del Ejército Real del Perú con su defensa sincera de la contrarrevolución, siendo una cultura política reaccionaria que ha sido olvidada por la misma historiografía dominante e ideologizada de la que intentaba distanciarse).

La pregunta que surge a la sazón es la siguiente: aunque Cecilia Méndez sostiene haberse esmerado por “buscar un equilibrio entre el trabajo intelectual y las pulsiones emocionales que lo alimentan” y evitar así la tentación unilateral de “proyectar en él sus anhelos, expectativas y aprehensiones” que pueden generar prejuicios, ¿no serán la implícita valoración que hace de la “lucha contra lo nuevo” como necesariamente mala y el afán por exculpar a los iquichanos de este “delito”, así como el de poseer una “supuesta ideología ‘conservadora’” también prejuicios que revelan diversas dificultades y “puntos ciegos” que incapacitan y obstaculizan la comprensión de la rebelión de los iquichanos? ¿Ese afán de empatía hacia los rebeldes -bastante laudable- por parte de la autora, no tendrá como consecuencia asimilarlos anacrónicamente al universo político y cultural de ella y de sus lectores, donde subyacería todavía el prejuicio de la vieja historiografía liberal que veía como insoportable la mera posibilidad de que hispanoamericanos, más aún, indígenas, pudieran defender al Rey por convicciones doctrinales tradicionales y no por fuerza o por sutilísimos -y en gran medida indemostrables- subterfugios que encierren motivos más “políticamente aceptables” para una audiencia contemporánea?